# Saccopharynx harrisoni
Saccopharynx harrisoni är en fiskart som beskrevs av Charles William Beebe 1932. Saccopharynx harrisoni ingår i släktet Saccopharynx och familjen Saccopharyngidae. Inga underarter finns listade i Catalogue of Life.